# Воробей, Павел Александрович
Па́вел Алекса́ндрович Воробе́й (род. 10 сентября 1997, Минск) — белорусский хоккеист, защитник.

## Карьера
Воспитанник минской СДЮШОР «Юность». С сезона 2013/14 выступал в команде МХЛ «Юность». Сезон 2015/16 года провёл в составе «Динамо-Бобруйск» в Экстралиге Беларуси. С 2016 года играет в составе «Динамо-Молодечно» в чемпионате Беларуси.
Привлекался в сборные. На чемпионате на юношеском (U18) чемпионате мира 2015 года сборная Беларуси стала второй в дивизионе IA. На молодёжном (U20) чемпионате мира 2017 года сборная Беларуси стала победителем в дивизионе IA, а Павел признан лучшим защитником турнира. Также он получил приз самого полезного защитника.
С сезона 2016/17 привлекается в национальную сборную, в составе которой играл на чемпионате мира 2017 года.
В сезоне 2017/18 играл за «Куньлунь Ред Стар» (Пекин). Был назван лучшим защитником клуба. За 52 игры набрал по системе "гол+пас" 4+8, +/- +8, при 14 минутах штрафа. В сезоне 2018/19 перешёл в новосибирскую «Сибирь», а затем в «Автомобилист».
В ноябре 2019 года покинул финский «Пеликанс», где играл на правах аренды, чтобы присоединиться к клубу «Витязь». В этом же месяце был командирован на 2 игры в петербургское «Динамо».